# Chiesa di San Michele Arcangelo (Soiano del Lago)
La chiesa di San Michele Arcangelo è la parrocchiale di Soiano del Lago, in provincia di Brescia e diocesi di Verona; fa parte del vicariato del Lago Bresciano.

## Storia
Non si conoscono con preciso le origini della primitiva chiesa di Soiano del Lago, che era filiale della pieve di Santa Maria in Valtenesi; la prima citazione che ne attesta la presenza è da ricercarsi in un documento del 1454 in cui si fa menzione della chiesetta di Sancti Michaelis de Soiano.
L'attuale parrocchiale è frutto del rifacimento condotto a partire dal 1622; nel 1790 fu dotata del nuovo altare maggiore barocco.
Nel 1911 vennero collocate nella facciata le due statue ritraenti i Santi Pietro e Paolo; la chiesa fu restaurata nel 1925 e consacrata nel 1926 dal vescovo di Verona Girolamo Cardinale.
La struttura venne ristrutturata nuovamente nel 1996, per poi essere risanata parzialmente tra il 2013 ed il 2014 su disegno di Valeria Ghezzi.
A causa della caduta di alcuni calcinacci dalla volta della chiesa, nel 2017 vennero poste in essere delle reti di protezione.

## Descrizione

### Facciata
La facciata della chiesa, che è a capanna, guarda a nord-ovest; è scandita da sei paraste di ordine tuscanico e presenta il portale, sopra il quale vi è un timpano spezzato, due nicchie ospitanti due statue ritraenti i Santi Pietro e Paolo e il finestrone rettangolare.
A coronare la facciata è il timpano all'interno del quale si legge la scritta D.O.M..

### Interno
L'interno è ad un'unica navata, con volta a botte caratterizzata da costoloni, sulla quale s'affacciano cinque cappelle laterali nelle quali sono collocati gli altari di San Francesco, del Sacro Cuore di Gesù, di San Giuseppe, della Madonna del Rosario e dell'Annunciazione; l'aula termina con il presbiterio rialzato di tre gradini e a sua volta chiuso dal coro di forma piatta.

Le opere di maggior pregio qui conservate sono le pale ritraenti l'Annunciazione di Maria, eseguita da Andrea Celesti, e la Madonna con i Santi Sebastiano e Michele, dipinta da Andrea Bertanza.